# Độ cứng Brinell

Sơ đồ lực

Độ cứng Brinell là phép kiểm tra độ cứng vết lõm của vật liệu thông qua thang đo độ xuyên thấu của mũi đo, được nạp lên mẫu thử vật liệu. Đây là một trong một số định nghĩa về độ cứng trong khoa học vật liệu .

## Lịch sử
Được đề xuất bởi kỹ sư người Thụy Điển Johan August Brinell vào năm 1900, đây là phép kiểm tra độ cứng được tiêu chuẩn hóa và sử dụng rộng rãi đầu tiên trong kỹ thuật và luyện kim. Kích thước vết lõm lớn và khả năng biến dạng mẫu thử sẽ hạn chế tính hữu dụng của nó. Tuy nhiên, phương pháp này cũng có một tính năng hữu ích là giá trị độ cứng khi chia cho 2 sẽ cho ra UTS gần đúng tính bằng ksi đối với thép. Tính năng này đã góp phần giúp nó sớm được áp dụng trong các bài kiểm tra độ cứng cạnh tranh.

## Tiến hành
Thử nghiệm điển hình sử dụng 10 mm (0,39 in) quả bóng thép có đường kính như một vết lõm với 3.000 kgf (29,42 kN; 6.614 lbf) lực. Đối với vật liệu mềm hơn thì sử dụng lực nhỏ hơn; đối với các vật liệu cứng hơn, bi thép được thay thế bằng bi wolfram carbide. Độ lõm được đo và độ cứng được tính như sau:
{\displaystyle \operatorname {BHN} ={\frac {2P}{\pi D\left(D-{\sqrt {D^{2}-d^{2}}}\right)}}}
Trong đó:
BHN = Chỉ số độ cứng Brinell (kgf/mm2)
P = tải trọng tác dụng tính bằng kilogam lực (kgf)
D = đường kính đầu lõm (mm)
d = đường kính vết lõm (mm)
Độ cứng Brinell đôi khi được biểu thị bằng megapascal; số độ cứng Brinell được nhân với gia tốc trọng trường, 9,80665 m/s2, để chuyển đổi thành megapascal.
BHN có thể được chuyển đổi thành độ bền kéo giới hạn (UTS), mặc dù mối quan hệ này phụ thuộc vào vật liệu và do đó được xác định theo kinh nghiệm. Mối quan hệ này dựa trên chỉ số Meyer (n) từ định luật Meyer. Nếu chỉ số Meyer nhỏ hơn 2,2 thì tỷ số giữa UTS và BHN là 0,36. Nếu chỉ số Meyer lớn hơn 2,2 thì tỷ lệ này sẽ tăng lên.
BHN được chỉ định theo các tiêu chuẩn thử nghiệm được sử dụng phổ biến nhất (ASTM E10-14 và ISO 6506–1:2005) là HBW (H từ độ cứng (Hardness), B từ Brinell và W từ vật liệu của đầu đo, Wolfram carbide). Trong các tiêu chuẩn trước đây, HB hoặc HBS được sử dụng để chỉ các phép đo được thực hiện bằng mũi lõm bằng thép.
HBW được tính theo cả hai tiêu chuẩn bằng cách sử dụng đơn vị SI như:
{\displaystyle \operatorname {HBW} =0.102{\frac {2F}{\pi D\left(D-{\sqrt {D^{2}-d^{2}}}\right)}}}
Trong đó:
F = tải trọng tác dụng (N)
D = đường kính đầu lõm (mm)
d = đường kính vết lõm (mm)

## Giá trị chung
Khi trích dẫn số đo độ cứng Brinell (BHN hoặc phổ biến hơn là HB), phải xác định rõ các điều kiện thử nghiệm được sử dụng để có được số đó. Bạn có thể xem định dạng tiêu chuẩn để chỉ định các bài kiểm tra trong ví dụ "HBW 10/3000". "HBW" là dụng cụ đo sử dụng bóng wolfram carbide, khác với "HBS", là dụng cụ đo sử dụng một quả bóng thép cứng. "10" là đường kính quả bóng tính bằng milimét. "3000" là lực tính bằng kilôgam.
Độ cứng cũng có thể được hiển thị là XXX HB YY D 2 . XXX là lực tác dụng (tính bằng kgf) lên vật liệu loại YY (5 đối với hợp kim nhôm, 10 đối với hợp kim đồng và 30 đối với thép). Do đó độ cứng điển hình của thép có thể được viết là: 250 HB 30D 2. Nó có thể là mức tối đa hoặc tối thiểu.
| Ký hiệu độ cứng | Đường kính của đầu vào mm | F/D2 | Lực kiểm tra N/kgf |
| --------------- | ------------------------- | ---- | ------------------ |
| HBW 10/3000     | 10                        | 30   | 29420(3000)        |
| HBW 10/1500     | 10                        | 15   | 14710(1500)        |
| HBW 10/1000     | 10                        | 10   | 9807(1000)         |

| Vật liệu                                                        | độ cứng                                                                                             |
| --------------------------------------------------------------- | --------------------------------------------------------------------------------------------------- |
| Gỗ mềm (ví dụ: gỗ thông )                                       | 1.6 HBS 10/100                                                                                      |
| Cây phong                                                       | 2,6–7,0 HBS 10/100                                                                                  |
| Chì                                                             | 5,0 HB (chì nguyên chất; chì hợp kim thường có thể dao động từ 5,0 HB đến giá trị vượt quá 22,0 HB) |
| Nhôm nguyên chất                                                | 15 HB                                                                                               |
| Đồng                                                            | 35 HB                                                                                               |
| Nhôm cứng AW-6060                                               | 75 HB                                                                                               |
| Thép nhẹ                                                        | 120 HB                                                                                              |
| Ủ thép không gỉ 18–8 (304)                                      | 200 HB                                                                                              |
| Tấm thép tôi luyện và tôi luyện                                 | 400-700 HB                                                                                          |
| Thép dụng cụ cứng                                               | 600–900 HB (HBW 10/3000)                                                                            |
| Thủy tinh                                                       | 1550 HB                                                                                             |
| Rheni diborua                                                   | 4600 HB                                                                                             |
| Lưu ý: Điều kiện thử nghiệm tiêu chuẩn trừ khi có quy định khác | |

## Tiêu chuẩn
- Tiêu chuẩn Quốc tế (ISO) và Châu Âu (CEN)
  - “EN ISO 6506-1:2014: Metallic materials – Brinell hardness test – Part 1: test method”.
  - “EN ISO 6506-2:2017: Metallic materials – Brinell hardness test – Part 2: verification and calibration of testing machine”.
  - “EN ISO 6506-3:2014: Metallic materials – Brinell hardness test – Part 3: calibration of reference blocks”.
  - “EN ISO 6506-4:2014: Metallic materials – Brinell hardness test – Part 4: Table of hardness values”.
- Tiêu chuẩn Mỹ (ASTM Quốc tế)
  - “ASTM E10-14: Standard method for Brinell hardness of metallic materials”.

## Liên kết ngoại
- Kiểm tra độ cứng Brinell – Phương pháp, ưu điểm, nhược điểm, ứng dụng
- Video on the Brinell hardness test trên YouTube
- Biểu đồ chuyển đổi Rockwell sang Brinell (Brinell, Rockwell A,B,C)
- Bảng chuyển đổi độ cứng Struers (Vickers, Brinell, Rockwell B,C,D)
- Biểu đồ chuyển đổi độ cứng Brinell HB (MPa, Brinell, Vickers, Rockwell C)